# Сутінгфаа
Сутінгфаа (асам.: স্বৰ্গদেউ চুটিংফা) — цар Ахому.

## Життєпис
Був сином Сусенгфаа та братом свого попередника Сурамфаа. Був хворим на сколіоз.
Був союзником свого брата, Сурамфаа, у боротьбі останнього за владу. Після того як Сурамфаа був повалений місцевою знаттю, Сусенгфаа був проголошений царем. Став жертвою палацових інтриг, в результаті яких загинув, а до влади прийшов його син, Сутамла.